# The Normal Heart (film)
The Normal Heart è un film per la televisione del 2014 diretto da Ryan Murphy, basato sull'omonima opera teatrale del 1985 di Larry Kramer, che ha lavorato alla sceneggiatura.
Gli interpreti principali del film sono Mark Ruffalo, Julia Roberts, Matt Bomer, Taylor Kitsch, Jim Parsons e Alfred Molina. Nel cast inoltre è presente Joe Mantello, che per anni ha interpretato il ruolo di Ned Weeks a teatro.

## Trama
Agli inizi del 1981, Ned Weeks, famoso scrittore di New York e dichiaratamente omosessuale, si reca a Fire Island Pines (Long Island), meta turistica gay, per festeggiare il compleanno dell'amico Craig Donner. Qui c'è grande libertà sessuale ma Ned sembra essere riluttante a lasciarsi andare e durante i giorni della festa resta sempre un po' in disparte, non riuscendo a gioire pienamente come gli altri. Alla festa a casa di Craig sono presenti anche altri amici: Mickey Marcus e Bruce Niles, il quale ha una relazione con Craig mentre in passato aveva avuto un trascorso anche con Ned. Craig appare un ragazzo forte, sano e nel pieno della gioventù anche se, in due episodi, sembra che qualcosa lo stia lentamente consumando: in spiaggia collassa dopo una corsa e viene soccorso da Ned, Bruce e Mickey, mentre alla festa continua ripetutamente a tossire.
Tornato a New York, Ned, che durante il viaggio di ritorno aveva letto un articolo del New York Times riguardo ad "una particolare forma di cancro che aveva colpito 41 omosessuali", va a farsi visitare dalla dottoressa Emma Brookner, costretta sulla sedia a rotelle a seguito della poliomielite. La dottoressa aveva avuto come pazienti la maggior parte dei deceduti per quella strana forma di cancro, che sembrava colpire solo la comunità gay e che privava i soggetti delle difese immunitarie, esponendoli a qualsiasi tipo di infezioni. Nella sala d'attesa, Ned incontra Sanford, il quale presenta in volto le macchie del sarcoma di Kaposi. Visitato dalla Brookner, Ned non riscontra nessuno dei sintomi della malattia e gli viene chiesto dalla stessa di utilizzare le sue conoscenze per sensibilizzare la comunità gay a prendere precauzioni. La malattia infatti si sta rapidamente espandendo e la trasmissione sessuale, visto la promiscuità, li rende tutti facilmente esposti al contagio. I due si scontrano sul tema dei rapporti sessuali: Emma sostiene che per la loro salute, gli uomini dovrebbero astenersi dal tenere rapporti carnali, Ned sostiene che prospettare una cosa simile alla comunità gay sarebbe stato come chiedergli di negare la loro natura e ricacciarli in quel mondo di sotterfugi e silenzi in cui avevano vissuto fino a quel giorno. Mentre Ned si trova ancora dalla dottoressa Brookner, in strada Bruce e Mickey soccorrono Craig che ha avuto un collasso, seguito da una crisi epilettica. Lo portano nello studio medico di Emma che riconosce Bruce in quanto ex fidanzato di un altro suo paziente morto per quello strano cancro. La dottoressa interviene, senza successo, per aiutare Craig, il quale muore quasi subito.
Ned si rende conto della necessità di intervenire in prima persona per informare la comunità gay della pericolosità di questa malattia ed organizza un incontro alla presenza della dottoressa Brookner, ma non appena viene introdotto l'argomento su come evitare di contrarre la malattia, la discussione si accende e l'incontro si rivela un fallimento. Ned comunque informa la dottoressa che avrebbe creato un gruppo di sostegno e informazione per le persone che avessero voluto avere più conoscenze sulla malattia. Assieme alla dottoressa Brookner, l'uomo visita alcuni pazienti, ormai allo stato terminale della malattia presso l'ospedale, rendendosi conto di quanto la gente abbia paura del contagio. È stata infatti isolata un'area solo per gli affetti da GRID (Gay-Related Immune Deficiency, il nome che poi verrà mutato in AIDS), nella quale pochissimi medici accedono e in cui i pasti non vengono consegnati perché tutti temono la malattia e il contagio.
Ned, Bruce, Mickey e altri amici, tra cui vi è Tommy Boatwright, un dirigente ospedaliero segretamente invaghito di Ned, fondano una organizzazione chiamata Gay Men's Health Crisis, che cerca fondi per finanziare la ricerca su questa nuova malattia chiamata AIDS e fornendo assistenza telefonica a chiunque ne avesse bisogno. Il gruppo decide di nominare Bruce come loro presidente ritenendo che l'atteggiamento estremamente diretto e quasi verbalmente violento di Ned sarebbe solo controproducente. Ned contatta anche il fratello Ben Weeks per ottenere assistenza legale per il gruppo. Durante la discussione Ben dichiara che, pur volendo bene al fratello, non considera gli omosessuali sullo stesso piano degli eterosessuali e li etichetta come diversi in quanto quelli come Ned "hanno scelto" di essere gay.
Ned contatta Felix Turner, giornalista al New York Times, nella speranza che possa, tramite il giornale, dare rilevanza alla malattia. Felix spiega a Ned che è decisamente improbabile riuscire ad attirare l'attenzione dei grandi media sulla cosa. A questo primo incontro ne seguiranno altri e i due, innamoratisi, decidono di andare a vivere assieme.
Passano due anni e tutti si dividono tra le loro vite e il lavoro all'organizzazione. I morti di AIDS tra i loro conoscenti aumentano e Tommy comincia a togliere i contatti dei conoscenti deceduti dal suo rolodex, tenendo però i bigliettini uniti con un elastico nel cassetto della scrivania. Il nuovo fidanzato di Bruce, il modello Albert, è anch'egli in uno stadio avanzato della malattia e Bruce organizza un ultimo viaggio a Phoenix per permettergli di vedere la madre un'ultima volta. Le sue condizioni sono però molto critiche e, giunti in ospedale dalla madre, per Albert è troppo tardi. Bruce si occupa del corpo, in quanto l'ospedale non vuole esaminarlo per paura del contagio e Bruce e la madre si occupano della cremazione, incontrando notevoli difficoltà.
Nel frattempo, la dottoressa Brookner e Ned cercano di ottenere l'attenzione del governo e degli enti pubblici per la salute, ma non hanno successo. Il sindaco di New York, benché gay, ignora completamente le richieste d'aiuto dell'associazione e sebbene il suo assistente, Hiram Keebler, incontri Ned e gli altri, l'associazione riceve solamente qualche aiuto economico.
La vita per Ned prende una svolta ancora più drammatica quando Felix lo informa di aver cominciato a mostrare i sintomi del sarcoma di Kaposi e di aver quindi contratto anche lui il virus dell'AIDS. I due, che erano andati a passare un periodo alla casa al mare, cadono in una profonda crisi in quanto, se prima la malattia era stata vissuta sulla pelle degli altri, ora la stessa si insinua nel loro rapporto. Ned non ha intenzione di lasciare Felix e decide di combattere ancora più strenuamente per la ricerca. Ned tiene dibattiti accesi in TV, radio o giornali e ottiene perfino un incontro alla Casa Bianca con John Bruno, il quale, però, non viene convinto dalla gravità della situazione. Turbati dal comportamento aggressivo di Ned, i membri dell'organizzazione lo obbligano ad andarsene. Ned, che non accetta di essere stato messo da parte, non può fare altro che lasciare il gruppo, affermando tuttavia che quello che stava facendo lo faceva perché altrimenti nessuno si sarebbe messo a combattere per l'amore della sua vita: Felix.
Nel frattempo Felix, dimagrito, emaciato e ormai consunto dalla malattia, si reca dal fratello di Ned per fare testamento. Solo davanti al grande amore di Felix per Ned, Ben prende coscienza del fatto che non c'è diversità nell'omosessualità e aiuta Felix a fare testamento a favore di Ned. Mentre sta lasciando l'ufficio, Felix ha un collasso e viene portato di corsa all'ospedale. Lì viene raggiunto da Ned e, in presenza della dottoressa Brookner e di Ben, i due pronunciano i voti nuziali, che pur non avendo valore nella realtà, mostrano la grandezza del loro sentimento. Poco dopo Felix muore. La scena non è visibile, ma intuibile in quanto Tommy riceve una telefonata e toglie dal rolodex la tesserina di Felix, che va ad aggiungersi alle molte altre conservate nel cassetto.
Ned, all'università di Yale, guarda ballare coppie omosessuali di uomini e donne, finalmente liberi di esprimere la loro sessualità, cosa che quando lui era studente non aveva potuto fare. Mentre Tommy toglie varie tessere dal rolodex (tra cui quella di Bruce) e le mette nel cassetto, alcune frasi informano che il presidente Ronald Reagan fece un annuncio dichiarando il problema dell'AIDS una priorità per il governo solo nel 1985, dopo quattro anni dall'esplosione della malattia. I suoi sforzi non furono sufficienti e alla fine del 1986 le morti accertate ammontavano a 24.559. Dall'inizio dell'epidemia nel 1981, più di 36 milioni di persone sono morte di HIV/AIDS e più di 6.000 vengono infettate ogni giorno.

## Produzione

### Casting
Nell'agosto del 2011, Ryan Murphy annunciò in una intervista rilasciata a Deadline che era intenzionato a realizzare il film dello spettacolo teatrale The Normal Heart, con Mark Ruffalo e forse Julia Roberts. The Hollywood Reporter confermò la notizia nel gennaio del 2012, aggiungendo alla lista del cast annunciato Alec Baldwin, Matt Bomer e Jim Parsons. Nel marzo del 2013 venne annunciato che Taylor Kitsch avrebbe preso parte al film. Il 26 aprile dello stesso anno, venne annunciato il casting degli attori Jonathan Groff e Joe Mantello. Poco tempo dopo venne annunciato che Alfred Molina avrebbe sostituito Alec Baldwin.

### Riprese
Le riprese iniziarono l'8 giugno 2013 a New York. Il 12 luglio la produzione si spostò per alcune riprese a Little Italy. Durante il periodo di riprese, la produzione fu temporaneamente sospesa per permettere ad alcuni attori di perdere peso; Matt Bomer perse 14 kg, per mostrare i segni e le conseguenze dell'AIDS sul suo personaggio.

## Distribuzione
Il film debuttò negli Stati Uniti in prima serata sul canale via cavo HBO il 25 maggio 2014. Una proiezione precedente venne effettuata il 23 maggio in occasione dell'Inside Out Film and Video Festival di Toronto.
In Italia il film è stato trasmesso sul canale satellitare Sky Cinema 1 il 22 settembre 2014.
Le edizioni in DVD e Blu-ray verranno distribuite negli Stati Uniti e in Canada a partire dal 26 agosto 2014.

## Riconoscimenti
- 2014 - Emmy Awards
  - Miglior film TV
  - Nomination Miglior attore protagonista in un film TV o una mini-serie a Mark Ruffalo
  - Nomination Miglior attore non protagonista in un film TV o una mini-serie a Matt Bomer
  - Nomination Miglior attore non protagonista in un film TV o una mini-serie a Joe Mantello
  - Nomination Miglior attore non protagonista in un film TV o una mini-serie a Jim Parsons
  - Nomination Miglior attore non protagonista in un film TV o una mini-serie a Alfred Molina
  - Nomination Miglior attrice non protagonista in un film TV o una mini-serie a Julia Roberts
- 2014 - Critics' Choice Television Awards
  - Miglior film TV
  - Miglior attore non protagonista in un film o una mini-serie a Matt Bomer
  - Nomination Miglior attore non protagonista in un film o una mini-serie a Joe Mantello
  - Nomination Miglior attore protagonista in un film o una mini-serie a Mark Ruffalo
  - Nomination Miglior attrice non protagonista in un film o una mini-serie a Julia Roberts
- 2015 - Golden Globe
  - Miglior attore non protagonista in una serie, mini-serie o film per la televisione a Matt Bomer
  - Nomination Miglior mini-serie o film per la televisione
  - Nomination Miglior attore mini-serie o film per la televisione a Mark Ruffalo
- 2015 - Screen Actors Guild Awards
  - Miglior attore in un film televisivo o miniserie a Mark Ruffalo
  - Nomination Miglior attrice in un film televisivo o miniserie a Julia Roberts
- 2015 - Satellite Awards
  - Miglior attore mini-serie o film per la televisione a Mark Ruffalo
  - Nomination Miglior film per la televisione
  - Nomination Miglior attore non protagonista in una serie, mini-serie o film per la televisione a Matt Bomer
- 2015 - Directors Guild of America Award
  - Nomination Miglior regista per film tv o miniserie a Ryan Murphy